# 王知玄
王知玄（?—?），南朝陈时孝子，原籍太原郡（今山西省太原市），侨居会稽郡剡县（今浙江省嵊州市）。
王知玄在家中以孝著名，为父亲居丧丁忧，因为哀痛悲伤异常，毁损其身，导致死亡。陈宣帝下诏嘉勉，更改其所居清苦里为孝家里。